# Hamburg (Schiff, 1841)
Die Radkorvette Hamburg war ein Kriegsschiff des Deutschen Bundes.
Das Schiff wurde 1841 als Raddampfer für Passagiere und Fracht in Bremen gebaut.
Zu Beginn des Schleswig-Holsteinischen Krieges 1848 sollte eine deutsche Flotte aufgebaut werden. Am 23. Juni 1848 verkaufte die Hanseatische Dampfschifffahrts-Gesellschaft das Schiff an die Schifffahrts- und Hafendeputation für die Aufstellung der Hamburger Flottille. Bereits am 15. Oktober 1848 wurde die Hamburg von der Deutschen Reichsflotte übernommen und am 15. Dezember 1848 in Dienst gestellt.
Am 4. Juni 1849 nahm sie am Seegefecht bei Helgoland teil, dem bis heute einzigen unter schwarz-rot-goldener Flagge.
Nach dem Ende der Reichsflotte 1852 wurde die Hamburg am 12. Dezember 1852 an die General Steam Navigation Co Ltd in London verkauft und fuhr dort ab März 1853 als Handelsschiff Denmark, bis sie im Juli 1859 abgewrackt wurde.
Daten (als Radkorvette):
- Länge: 53,34 m

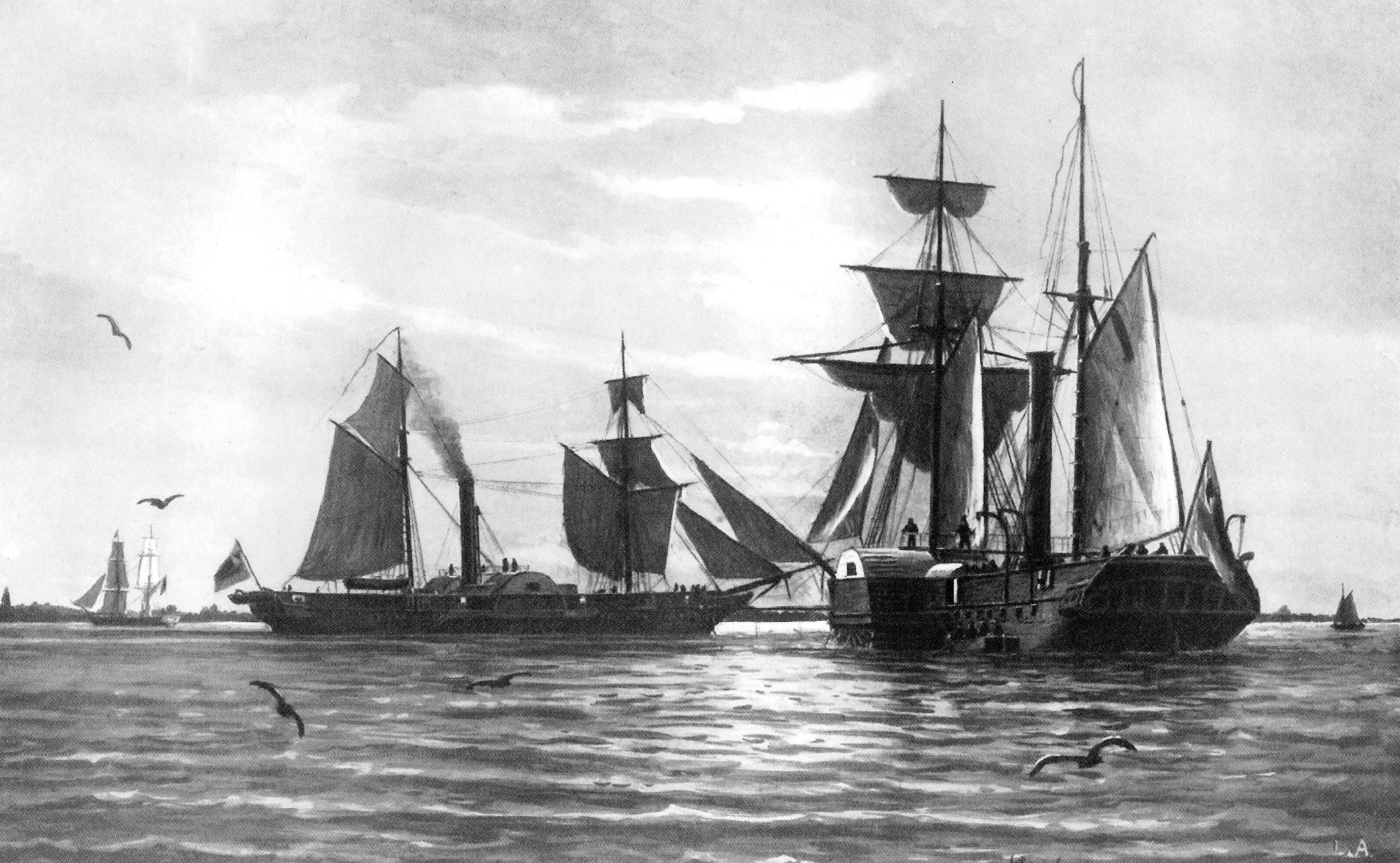
Die Radkorvetten BREMEN (Mitte) und HAMBURG der Reichsflotte um 1850. Gemälde von Lüder Arenhold 1905

- Breite: Rumpf: 6,9 m, über Radkästen: 12,1 m
- Tiefgang: 2,9 – 3,4 m
- Verdrängung: 390 t
- Antrieb: 2 Kessel, zwei Dampfmaschinen, 700 PS, Seitenräder; außerdem Segel
- Geschwindigkeit: 8 kn (unter Dampf)
- Besatzung: 100–120 Mann
- Bewaffnung: 1 × 56-Pfünder, 1 × 32-Pfünder, 2 × 18-Pfünder Bombenkanonen